# پروشای لیوشکا
" Proshai, Livushka " قسمت بیست و هشتم سریال سوپرانوز و همچنین دومین قسمت از فصل سوم است. این سریال به نویسندکی دیوید چیس و کارگردانی تیم ون پاتن در تاریخ ۴ مارس ۲۰۰۱ پخش شد.

## بازیگران
- جیمز گاندولفینی به عنوان تونی سوپرانو
- لورین براکو به عنوان دکتر جنیفر ملفی
- ادی فالکو به عنوان کارمایه سوپرانو
- مایکل امپریولی به عنوان کریستوفر مولتیستی
- دومینیک چیانی به عنوان Corrado Soprano, Jr.
- استیون ون زدن به عنوان سیلویو دانته
- تونی سیریکو به عنوان پولی گوالتوری
- رابرت ایلر به عنوان آنتونی سوپرانو، جونیور
- جیمی لین Sigler به عنوان علفزار سوپرانو
- Drea de Matteo به عنوان Adriana La Cerva
- آیدا تورتوررو به عنوان جانیس سوپرانو
- جان Ventimiglia به عنوان Artie Bucco
- فدریکو کاستلوکسیو به عنوان فوریو جونتا
- استیون R. Schirripa به عنوان Bobby Baccalieri
- رابرت Funaro به عنوان یوجین Pontecorvo
- کاترین ناردوچی به عنوان Charmaine Bucco
- نانسی Marchand به عنوان لیبیا سوپرانو
- جو Pantoliano به عنوان رالف سیافارتو
- جری آدلر به عنوان هش Rabkin
- پیتر هویین به عنوان چربی جو

- تام آلدریج as Hugh DeAngelis
- Suzanne Shepherd as Mary DeAngelis
- Alla Kliouka as Svetlana Kirilenko
- Vincent Curatola as  Johnny Sack
- John Fiore as  Gigi Cestone
- Joseph R. Gannascoli as Vito Spatafore
- دن گریمالدی as  Patsy Parisi
- George Loros as  Raymond Curto
- Richard Maldone as Albert Barese
- وینسنت پاستوره as  Pussy Bonpensiero
- گرگوری آلن ویلیامز as Reverend James, Jr.
- Patrick Tully as Noah Tannenbaum
- Nicole Burdette as Barbara Giglione
- Ralph Lucarelli as Cozzarelli
- پیتر مک‌رابی as Father Felix
- شارون آنجلا as Rosalie Aprile
- جیسون سربونه as  Jackie Aprile, Jr.
- Tim Gallin as Joseph Zachary
- مارشا هافرکت as Fanny
- استیون ون زندت as Gabriella Dante
- Vito Antuofermo as Bobby Zanone
- Dimitri de Fresco as Young Man
- Marie Donato as 2 to 5 / 7 to 9
- Katalin Pota as Lilliana Wosilius
- Ed Vassallo as Tom Giglione
- Gary Evans as FBI Tech #2
- Frank Pando as Agent Grasso
- Carlos Lopez as FBI Tech
- Michael Strano as FBI Agent

## خلاصه قسمت
تونی در روزنامه صبح یک مقاله دربارهٔ درگیر شرکت بهداشت و درمان می‌خواند بعد، او به مدو و دوستش نوح که از کالج آمده‌اند خوشامد می‌گوید و مکالمه کوتاهی با نوح دربارهٔ فیلم مورد علاقه‌اش دشمن مردم دارد. با این حال، پس از اینکه مدو اتاق را ترک می‌کند، تونی از نوح دربارهٔ پیشینه و نژاد خانواده اش می‌پرسد. نوح برای تونی توضیح می‌دهد که دو رگه سیاه - یهودی است، تونی از اصطلاحات عامیانه نژاد پرستانه استفاده می‌کند و هشدار می‌دهد که از دخترش دور بماند. پس از رفتن نوح و مدو از خانه، تونی به آشپزخانه می‌رود و یک جعبه از برنج عمو بن را می‌بیند، که موجب حمله عصبی می‌شود.
تونی از مادرش لیبیا دیدن می‌کند و به او هشدار می‌دهد که با FBI صحبت نکند. پرستار جدید او، سوتلانا، به تونی می‌گوید که لیویا قصد دارد دفتر تولد مادربزرگ‌ها را که کارملا زمانی که بچه‌ها به دنیا آمدند برای او خریده‌است پر کند.. تونی زمانی که متوجه می‌شود لیویا هرگز به آن‌ها دست نزده خشمگین می‌شود و به او در مورد دادگاه آینده می‌گوید و خانه را ترک می‌کند. عصر همان روز کارملا به تونی می‌گوید که مادرش در خواب فوت کرده‌است
همان‌طور که مردم برای تسلیت به دیدن تونی می‌آیند، خواهرشباربارا او را مطلع می‌کند که جانیس قصد حضور در مراسم را ندارد. تونی خشمگین با جانیس تماس می‌گیرد و به او تأکید می‌کند که با هواپبما بعدی از سیاتل به نیوجرسی بیاید. رالف سیفراتو، عضو گروه Richie Aprile، همراه با پاتسی، ویتو اسپاتافورو، جیجیستون و آلبرت باریس به خانه تونی وارد می‌شوند. تونی با رالف و آلبرت دربارهٔ اختلاف‌های بهداشت و درمان و بمب‌گذاری‌ها صخبت می‌کند Ralphie می‌گوید: افرادش در یک کسب و کار هستند و او کاپیتان است. تونی به او هشدار می‌دهد که کاپیتان باید به دستورهای رئیس احترام بگذارد، و به رالف و آلبرت برای پایان دادن اختلاف‌ها دستور می‌دهد اما آن‌ها باز به یک مرد با وسایل بیسبال حمله می‌کنند
جانیس در هنگام برگزاری مقدمات خاکسپاری اصرار دارد که بر خلاف وصیت مادرش برای او مراسم برگزار شود. جنیس برای پیدا کردن پول‌های مادرش به خانه او می‌رود اما با دیدن تونی غافلگیر می‌شود. آن‌ها تصویری از جوانی لیویا پیدا می‌کنند جانیس از این که تنها خاطراتی که او از فرزندانش نگه داشته‌است، متعلق به تونی است دل‌آزرده می‌شود در زمان دفن لیویا مأموران FBI از مراسم و افراد خاضر در آن عکس می‌گیرند. همچنین جانیس به سونتالا می‌گوید که باید مجموعه آهنگ‌های قدیمی را که لیویا پیش از مرگش به سونتالا بخشیده‌است را پس بدهد. اما سونتالا مخالف می‌کند. همچنین جانیس به او تأکید می‌کند که تا یک هفته دیگر باید خانه را تخلیه کند. زیرا او می‌خواهد در آن خانه زندگی کند.
جانیس آهنگ مورد علاقه لیویا را در استریو می‌گذارد و از بقیه می‌خواهد که یک خاطره دربارهٔ لیویا تعریف کنند یکی از دوستان لیویا از او تعریف می‌کند و می‌گوید او بهترین دوست من بود و همچنین کریس مست از او تعریف می‌کند در همین حال آرتی بوکو یاد خاطره خود از لیویا که به او گفته بود تونی رستورانش را آتش زده می‌افتد و عصبانی بیرون می‌رود و تونی را تهدید می‌کند که این موضوع را به همه می‌گوید. زمانی که به سالن برمیگردد کارملا که مست است به همه می‌گوید که این کارها همه بیهوده است و همه از لیویا هیچ خاطره خوبی نداریم اون نمی‌خواست مراسم بگیرد چون می‌دانست کسی به مراسم او نمی‌آید.
پس از آن، تونی در کنار تلویزیون با یک لیوان مشروب نشسته و یک صحنه از "دشمن عمومی" را تماشا می‌کند که شخصیت اصلی خوشحال است و خانه اش را برای ورود پسرش که از بیمارستان می‌آید آماده می‌کند. تونی با دیدن این صحنه آزرده می‌شود

## اولین حضور
- رالف سیفراتو: یک سرباز ارشد در خدمه سابق قبیله ای که قصد دارد به عنوان کاپیتان فعالیت کند
  - نوح تاننباوم: دانشجوی نیمه سیاه، دانشجوی نیمه یهودی و دوست مدو
- رونالد زلمان: نماینده مجلس نیویورک، هشتمین بخش پایین نیوجرسی.

## فوت شده
- لیوویا سوپرانو: از یک سکته عظیم در خواب می‌میرد.
- روسیه "Прощай، Ливьюшка": "وداع، لیویا"..

## تولید
- به دلیل مرگ نانسی Marchand، دیوید چیس تصمیم گرفت که لیویا نیز باید بمیرد. صحنه نهایی لیویا با استفاده از CGI با کلیپ‌های صوتی قبلی و صحنه‌هایی از Marchand ایجاد شد. هزینه تقریبی ۲۵۰٬۰۰۰ دلار بود.[۱]
- Joe Pantoliano (رالف سیافارتو)، استیو R. Schirripa (بابی "Bacala Baccalieri")، رابرت Funaro (یوجین Pontecorvo)، جان Ventimiglia (Artie Bucco) و کاترین Narducci (Charmaine Bucco) در حال حاضر در اعتبار افتتاحیه به عنوان بخشی از بازیگران اصلی، اما فقط در قسمت‌هایی که در آن ظاهر می‌شوند.
- این قسمت قسمت دوم از فصل اول دو ساعته بود که در سال ۲۰۰۱ در سال ۲۰۰۱ پخش شد.